# Johan Danielsson (politiker)
Lars Johan Danielsson, född 30 juni 1982 i Borlänge, är en svensk socialdemokratisk politiker som 2021–2022 var bostadsminister och biträdande arbetsmarknadsminister i regeringen Andersson. Han var dessförinnan Europaparlamentariker 2019–2021. Sedan sommaren 2024 är Johan Danielsson återigen Europaparlamentariker för Socialdemokraterna.

## Biografi
Johan Danielsson växte upp i Borlänge och utbildade sig till statsvetare vid Linköpings universitet. Han var 2006-2007 ordförande för socialdemokratiska studentföreningen Spartacus. Han har arbetat som fackförbundstjänsteman vid Landsorganisationen i Sverige (LO), som EU-samordnare. Han kandiderade i EU-valet 2014 på plats tio på Socialdemokraternas valsedel, efter att ha nominerats av flera fackförbund inom LO.

### Europaparlamentariker (2019–2021, 2024–2029)
I Europaparlamentsvalet i Sverige 2019 stod Danielsson som nummer två på Socialdemokraternas lista och han valdes in som ledamot i parlamentet.
Den 16 maj 2023 presenterade LO Johan Danielsson som sin kandidat till Socialdemokraternas lista i Europaparlamentsvalet 2024. Danielsson uttryckte då en vilja att i Bryssel driva frågan om att bekämpa arbetslivskriminalitet. Danielsson fick återigen andraplatsen på Socialdemokraternas valsedel och valdes i valet i juni 2024 in för sin andra mandatperiod som Europaparlamentariker.

#### Befattningar i Europaparlamentet 2019–2021
- Ledamot i utskottet för transport och turism (TRAN) och koordinator för den progressiva gruppen av Socialdemokrater i Europaparlamentet.
- Suppleant i utskottet för sysselsättning och sociala frågor (EMPL).
- Ledamot i delegationen för samarbete i norr och för förbindelserna med Schweiz och Norge, till den gemensamma parlamentarikerkommittén EU–Island och till EES gemensamma parlamentarikerkommitté.
- Suppleant i delegationen för förbindelserna med Koreahalvön.

Under sin tid som Europaparlamentariker var Danielsson ansvarig förhandlare för den progressiva gruppen av Socialdemokrater i Europaparlamentet i frågor om EU-regler kring vägtransporter, asbest och cancerframkallande ämnen i arbetet.

#### Befattningar i Europaparlamentet 2024–2029[3]
- Förste vice ordförande i utskottet för sysselsättning och sociala frågor (EMPL).
- Ledamot i utskottet för transport och turism (TRAN) och gruppledare för den progressiva gruppen av Socialdemokrater i Europaparlamentet
- Suppleant i Europaparlamentets utskott för den inre marknaden och konsumentskydd
- Suppleant i parlamentets särskilda utskott för bostadskrisen i Europeiska unionen.

### Statsråd (2021–2022)
När Magdalena Andersson tillträdde som statsminister 30 november 2021 utsåg hon Johan Danielsson till bostads- och biträdande arbetsmarknadsminister med placering på Arbetsmarknadsdepartementet. Han satt som minister tills regeringen avgick 18 oktober 2022.
I sin roll som biträdande arbetsmarknadsminister ansvarade Danielsson för arbetet med att ta fram en nationell strategi med 45 åtgärder mot arbetslivskriminalitet samt inrättandet av särskilda regionala center där myndigheter arbetar gemensamt mot arbetslivskriminalitet. De två första centren invigdes 29 och 30 juni 2022.
I sin roll som bostadsminister presenterade Danielsson flera utredningar med sikte på att bryta boendesegregationen, däribland en utredning om verktyg och metoder inom samhällsplaneringen för att minska och motverka segregation. Tillsammans med näringsminister Karl-Petter Thorwaldsson presenterade Danielsson också en utredning om ett statligt fastighetsbolag och en modern förköpslag.